# United States Environmental Protection Agency
Az Amerikai Környezetvédelmi Hivatal (United States Environmental Protection Agency, röviden EPA vagy USEPA) az USA szövetségi kormányzatához tartozó hivatal, melynek feladata a vegyi anyagokkal kapcsolatos szabályozás, az emberi egészség védelme a természeti erőforrások: föld, víz, levegő megőrzésén keresztül.
Az EPA létrehozását Richard Nixon kezdeményezte, működését 1970. december 2-án kezdte meg, ettől kezdve ez a hivatal az első számú felelős az Amerikai Egyesült Államok környezetvédelmi tárgyú szabályozásáért. Igazgatóját közvetlenül az USA elnöke jelöli ki. Az EPA nem tartozik a kormányügynökségek közé, de általában vezetője bekerül a kabinetbe. A jelenlegi hivatalvezető és helyettese Stephen L. Johnson, illetve Marcus Peacock. A hivatalnak mintegy 18 000 főállású alkalmazottja van, a 2007-es adatok szerint 7,3 milliárd amerikai dollárral gazdálkodhatott.

## Külső hivatkozások
- Environmental Protection Agency